# Kasteel van Bommershoven

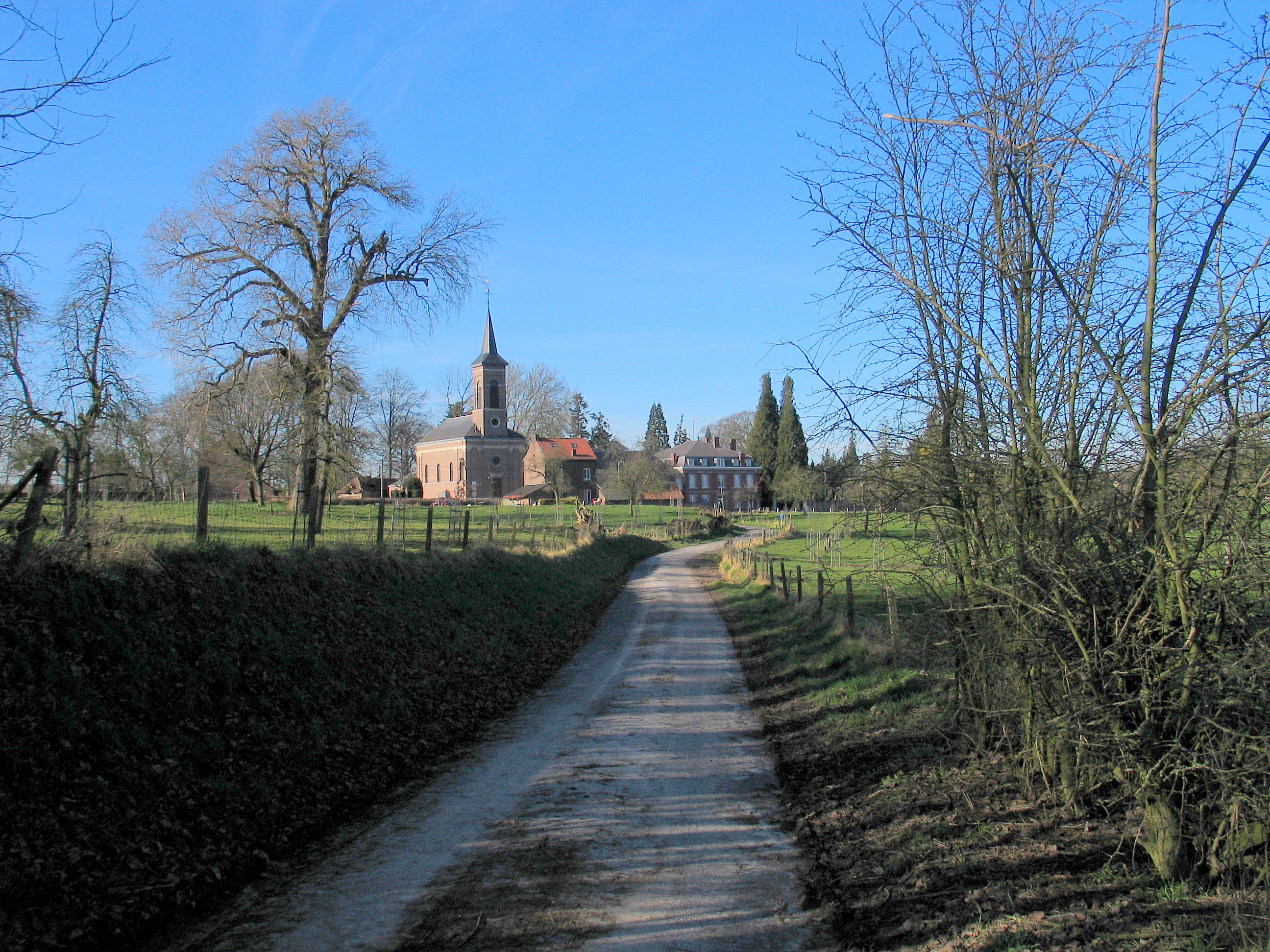
Kasteel van Bommershoven en Sint-Alfonskerk

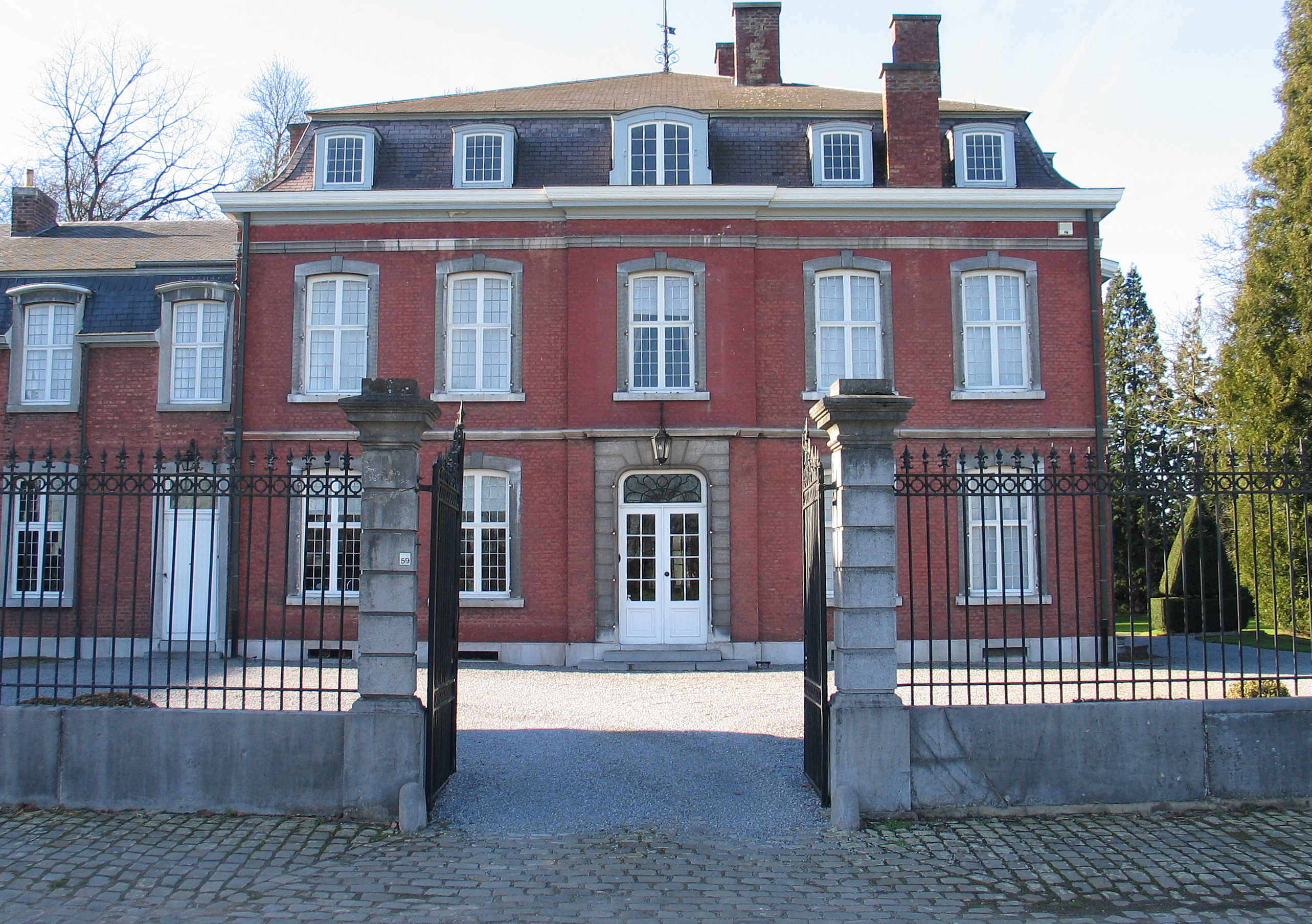
Kasteel van Bommershoven

Het Kasteel van Bommershoven is een bouwwerk te Bommershoven, gelegen aan de Alfonsstraat 59, naast de Sint-Alfonskerk.
Dit kasteel, eigenlijk een herenhuis, werd gebouwd van 1759-1761 door Marcel-Gérard Magnée uit Luik, die in 1798 het Kasteel Horn zou kopen. Oorspronkelijk bestond het uit drie losstaande vleugels, namelijk een L-vormig herenhuis en twee dienstgebouwen. Eén daarvan werd begin 19e eeuw gesloopt. Het andere werd in de 2e helft van de 19e eeuw ingrijpend verbouwd. Een nabij het park aanwezige hoeve werd gesloopt en het terrein werd bij het park gevoegd dat in dezelfde tijd in de huidige vorm werd aangelegd en voor een deel in formele stijl, voor een deel in Engelse landschapsstijl werd uitgevoerd.
Het herenhuis, is een L-vormig bakstenen gebouw, rood geschilderd en met een bewaard gebleven interieur in rococostijl. Er zijn nog betegelde schouwen, een schouw met stucwerk en een schilderij van de heer Magnée in de eetkamer. Ook is er een achthoekig salon met muurschilderingen door Italiaanse kunstenaars. Daarnaast bevat het huis een bibliotheek.
De huidige dienstgebouwen die aan het herenhuis zijn vast gebouwd vormen een U-vormig complex en stammen uit de 2e helft van de 19e eeuw. Maar de vleugel aan de straatzijde, met poort, is mogelijk een dwarsschuur geweest met een kern uit de 18e eeuw.